# Nos vies après eux
Pour plus de détails, voir Fiche technique et Distribution.
Nos vies après eux (Otherhood, litt. « Altérité ») est une comédie américaine coécrite et réalisée par Cindy Chupack, sortie en 2019. Il s'agit de l’adaptation du roman britannique Whatever Makes You Happy de William Sutcliffe (2008).

## Synopsis
Trois mères (Carol, Gillian et Helen) ont commencé leur amitié quand chacun de leurs fils étaient petits. Désormais, ceux-ci vivent tous les trois à New York. Elles se mettent en tête d'aller leur rendre visite, pour reconstruire des liens avec eux.

## Fiche technique
Sauf indication contraire, les informations mentionnées dans cette section peuvent être confirmées par la base de données cinématographiques IMDb,  présente dans la section « Liens externes ».
- Titre français : Nos vies après eux
- Titre original : Otherhood
- Réalisation : Cindy Chupack
- Scénario : Mark Andrus et Cindy Chupack, d'après le roman Whatever Makes You Happy de William Sutcliffe (2008)
- Direction artistique : Kara Lindstrom
- Décors : Randall Richards
- Costumes : Patricia Field et Molly Rogers
- Photographie : Declan Quinn
- Montage : Sunny Hodge	et Kevin Tent
- Musique : Marcelo Zarvos
- Production : Jason Michael Berman et Cathy Schulman

Coproduction : Jason Babiszewski, Quinn Haberman, Rachael Horovitz, Patrick Raymond et Will Raynor
Production déléguée : Patricia Arquette, Angela Bassett, Felicity Huffman et Katie Mustard
- Sociétés de production : Mandalay Pictures et Welle Entertainment
- Société de distribution : Netflix
- Pays d'origine :  États-Unis
- Langue originale : anglais
- Format : couleur - 1,85:1
- Genre : comédie
- Durée : 100 minutes
- Dates de sortie :
  - États-Unis : 21 juillet 2019 (51Fest)[2]
  - Monde : 2 août 2019 (Netflix)

## Distribution
Source et légende : version française (VF) sur RS Doublage
- Angela Bassett (VF : Maïk Darah) : Carol Walker
- Patricia Arquette (VF : Françoise Cadol) : Gillian Lieberman
- Felicity Huffman (VF : Danièle Douet) : Helen Halston
- Jake Hoffman (VF : Raphaël Cohen) : Daniel Lieberman
- Jake Lacy (VF : Antoine Fleury) : Paul Halston-Myers
- Sinqua Walls (VF : Jean-Baptiste Anoumon) : Matt Walker
- Becki Newton : Andrea
- Heidi Gardner (VF : Pauline De Meurville) : Erin
- Stephen Kunken : Joel Lieberman
- Damian Young (VF : Jean-Michel Rucheton) : Frank
- Afton Williamson (VF : Amélia Ewu) : Julia
- Mario Cantone (VF : Françoua Garrigues) : Calvin
- Frank De Julio (VF : Fabien Albanese) : Andre
- Emily Tremaine : Lauren Lieberman
- Molly Bernard (VF : Virginie Kartner) : Alison
- Tim Bagley : Miles
- Kate Easton : Crystal

## Production
En avril 2018, Patricia Arquette et Angela Bassett sont engagées dans la distribution du film avec Cindy Chupack en tant que directrice et coscénariste avec Mark Andrus, basé le roman Whatever Makes You Happy de William Sutcliffe. Jason Michael Berman de la société Mandalay Pictures et Cathy Schulman de Welles Entertainment produisent le film. Patricia Arquette et Angela Bassett en sont productrices déléguées. Netflix en est le distributeur. En mai 2018, Sinqua Walls participe au film. En juin 2018, Felicity Huffman, Jake Lacy et Jake Hoffman y sont également embauchés.
Le tournage a débuté le 11 juin 2018 à New York

## Accueil
Le film est présenté en avant-première mondiale le 21 juillet 2019 au festival 51Fest aux États-Unis,. Il devrait à l'origine être sorti le 26 avril 2019. En raison de  l’inculpation de Felicity Huffman dans une affaire judiciaire liées à la falsification de dossiers scolaires en mars 2019, il est repoussé au 2 août 2019 sur Netflix.